# Villabasta de Valdavia
Villabasta de Valdavia és un municipi de la província de Palència a la comunitat autònoma de Castella i Lleó (Espanya). Limita al Nord amb Valles i Arenillas de San Pelayo. A l'Est amb Villaeles de Valdavia. Al Sud amb Villamelendro de Valdavia i a l'Oest amb Valenoso.

## Demografia
| 1991 | 1996 | 2001 | 2004 |
| ---- | ---- | ---- | ---- |
| 49   | 44   | 40   | 38   |

## Personatges il·lustres
- Pare Lucas Espinosa Pérez (Villabasta, 18 d'octubre de 1895 - † Neguri, 1975) Pade Agustí i filòleg especialitzat en les llengües Kokama, Kokamilla i Omagua de l'Amazònia peruana.